# CSA Steaua Bukurešt
Clubul Sportiv Armatei Steaua je sportsko društvo iz rumunjskog glavnog grada Bukurešta.To je i najuspješnije sportsko društvo u Rumunjskoj uz "Dinamo" i "Rapid", također iz Bukurešta.

## Povijest
Društvo je osnovano 1947. kao ASA Bucureşti (Asociaţia Sportivă a Armatei Bucureşti), 1948. je dobilo naziv CSCA 
(Clubul Sportiv Central al Armatei), 1950. CCA (Casa Centrală a Armatei), te 1961. CSA Steaua Bucureşti 
(Clubul Sportiv al Armatei Steaua).Kao što je iz naziva vidljivo Steaua je bila sportsko društvo u službi rumunjske vojske.

## Sastavnice društva
Steaua ima trenutno klubove - sastavnice u nogometu, rukometu, ragbiju, hokeju na ledu, vaterpolu, 
košarci, odbojci itd.

## Nogomet
- nastao odvajanjem od FC CSA Steaua

## Rukomet
Ekipa Steaue je bila među vodećim rumunjskim momčadima u velikom rukometu dok se igrao.

### Uspjesi
- Rumunjsko prvenstvo: 
  - Prvak: 1950., 1951., 1952., 1954., 1955., 1957., 1961.
  - Doprvak: 1953., 1956., 1958., 1963.

## Odbojka (muškarci)
Momčad Steaue više ne igra u Bukureštu, nego u gradu Slatini. To je jedan od najvećih rumunjskih odbojkaških klubova.

### Uspjesi
Kup prvaka
- Finalist: 1969., 1979.

Kup pobjednika kupova
- Finalist: 1977., 1981., 1982., 1986.